# Väteperoxid
Väteperoxid, tidigare även kallat vätesuperoxid och även salufört i Sverige under varumärket Oxygenol, är en kemisk förening med formeln H2O2.

## Användning
Väteperoxid används som blekmedel inom industrin eller för till exempel tandblekning. Högre koncentrationer av väteperoxid är frätande och oxiderande. Treprocentig lösning säljs för blekning av bland annat hår och tänder. Datorer och kontorsutrustning från 1980-talet tillverkade i ljus plast tenderar att gulna, men kan vid restaurering blekas med väteperoxid, vilket brukar kallas "retro-bright" (engelska Wikipedia).
För tekniskt bruk finns väteperoxid i koncentrationen 30–70 %. Den mest omfattande användningen av väteperoxid i Sverige är industriell blekning av pappersmassa.
Väteperoxid används även i bakteriedödande krämer och lösningar i många länder, men inte så ofta i Sverige. Lösningen skummar vid kontakt med blod och omvandlas under denna process till vatten och syre. Väteperoxid bryts ner av sig självt till vatten och syre, men då långsammare. Normalt används omkring treprocentig lösning för sårtvätt.
Svenska tunga torpeder använder 85-procentig väteperoxid som syrebärare till sin motor. Under andra världskriget gjorde den tyska krigsmakten framsteg i arbetet med väteperoxid som syrebärare i torpederna, men lyckades inte fullt ut bemästra riskerna.  
Fördelen med väteperoxid är dels att mängden syrgas som går till förbränningen fördubblas och att det inte blir något spår i vattnet, jämfört med torpeder med luft som syrebärare där luftens kvävgas följer med i hela förbränningsprocessen som död last, och när den lämnar torpeden flyter upp till ytan, där den bildar det karakteristiska bubbelstråket. 
Sverige tacklade problemen och kunde i början av 60-talet lansera Torped 61, som levde vidare i olika varianter fram till 1990-talet, då den ersattes med Torped 62. 
Väteperoxid med koncentration över ca 80% kan också användas som drivmedel till raketer och turbiner. Funktionssättet är att väteperoxid under tryck får sönderfalla över en katalysator, som till exempel kan bestå av silvernät, till het syrgas och vattenånga. Den heta gasblandningen ger upphov till en reaktionskraft när den passerar med hög hastighet genom en raketdysa eller en turbin. Det mest kända exemplet på raketdrift med väteperoxid är s.k. jetpacks som bärs på ryggen av piloten som en ryggsäck och utvecklades av Bell Aerosystems i början på 1960-talet. Ett berömt rocketbelt flög till exempel vid öppningsceremonin av Los Angelesolympiaden 1984.
Väteperoxid har på senare tid också blivit känt för att i kombination med saltsyra och aceton skapa det högexplosiva sprängämnet acetontricykloperoxid.
Skumormen är ett effektivt kemishowexperiment, där väteperoxidens förmåga att sönderfalla till syre och vatten kombineras med kaliumjodid, eller annan katalysator, och diskmedel för att få vattnet och syret att bilda skum; ofta används också Karamellfärg.
Molekyler av väteperoxid har upptäckts i interstellära moln i rymden.

## Tillverkning
Den vanligaste processen idag är antrakinonprocessen. Antrakinon blir omväxlande reducerat med vätgas (H2) och oxiderat med syre/luft, varvid koncentrerad väteperoxid bildas. 
Vätgasen i sin tur kommer från till exempel syntesgas, där kolmonoxid (CO) har genomgått en katalytisk shift; kolmonoxid reageras med ånga (H2O) i en reaktor fylld med katalysator, varvid  H2O omvandlas till vätgas (H2) och kolmonoxid omvandlas till koldioxid (CO2). CO2 avskiljs. 
Vätgas kan även vara en biprodukt från andra kemiska processer, till exempel från produktion av natriumhydroxid (NaOH) och klorgas ur koksalt (NaCl), klorattillverkning eller katalytiskt utvunnen ur naturgas.
Bland annat Kemira i Helsingborg och Eka Chemicals AB (Akzo Nobel) i Alby och Bohus producerar väteperoxid i Sverige. Nästan all väteperoxid som produceras går till blekning av massa.

## Biologisk roll
Väteperoxid bildas av flera enzym, och kan även användas som oxidationsmedel för peroxidaser, som är inblandade i många biologiska system. Intracellulärt kan väteperoxid vara skadligt, eftersom det kan sönderfalla till hydroxylradikaler, som bland annat kan skada DNA. Celler skyddar sig mot detta genom det väteperoxidnedbrytande enzymet katalas.